# Guerna
Der Guerna ist ein rund 13 Kilometer langer rechter Nebenfluss des Oglio in der italienischen Provinz Bergamo, Lombardei.

## Verlauf
Der Guerna entspringt auf etwa 1080 m s.l.m. bei Cucche an der Bergspitze Il Coletto am Südhang des 1378 m s.l.m. hohen Monte Torrezzo. Er fließt anfangs nach Südsüdost vorbei am Monte Foppa durch das Valle della Malga, ehe er sich bei Roncaglia gegen Südwesten wendet und kurz darauf Adrara San Rocco erreicht. Es folgt Adrara San Martino und Viadanica, wo von links mit dem Fiume Valle Maggiore der wichtigste Zufluss des Guerna einmündet. Er passiert Villongo und mündet schließlich bei Sarnico auf etwa 200 m s.l.m. in den Oglio, der einen Kilometer oberhalb aus dem Iseosee fließt.